# Dominik Sarapata
Dominik Sarapata (ur. 25 października 2007 w Świętochłowicach) – polski piłkarz, występujący na pozycji pomocnika w duńskim klubie FC Kopenhaga oraz w reprezentacji Polski U-18.

## Kariera klubowa

### Lata młodzieżowe
Sarapata jako młodzieżowiec grał w PKS Józefce Chorzów w latach 2014–2020 i Górniku Zabrze w latach 2020–2024.

### Górnik Zabrze
Sarapata zadebiutował w pierwszej drużynie Górnika Zabrze 2 lutego 2025 w meczu z Puszczą Niepołomice (1:1). Pierwszą bramkę dla tego klubu zdobył 9 maja 2025 w wygranym 2:0 spotkaniu przeciwko Śląskowi Wrocław. W barwach pierwszej drużyny Górnika rozegrał on 16 meczów i strzelił jednego gola, do tego dziewięciokrotnie wystąpił w drużynie rezerw.

### FC Kopenhaga
Sarapata przeszedł do FC Kopenhaga 20 czerwca 2025 za 4 mln €.

## Kariera reprezentacyjna

### Reprezentacje młodzieżowe
Sarapata w latach 2022–2023 zagrał cztery mecze w reprezentacji Polski U-16. 22 sierpnia 2023 w meczu z Gruzją (4:2) zadebiutował w kadrze Polski U-17. W 2024 pojechał z nią na Mistrzostwa Europy U-17, na których Polska odpadła po ćwierćfinałowym starciu z Portugalią (1:2). 4 września 2024 w meczu z Chorwacją (2:1) zadebiutował w reprezentacji U-18. Pierwszą bramkę w jej barwach zdobył 22 marca 2025 w wygranym 4:1 spotkaniu przeciwko Szkocji.